# Fresnois-la-Montagne
Fresnois-la-Montagne – miejscowość i gmina we Francji, w regionie Grand Est, w departamencie Meurthe i Mozela.
Według danych na rok 1990 gminę zamieszkiwało 381 osób, a gęstość zaludnienia wynosiła 44 osób/km² (wśród 2335 gmin Lotaryngii Fresnois-la-Montagne plasuje się na 676. miejscu pod względem liczby ludności, natomiast pod względem powierzchni na miejscu 695.).